# 佩列利斯基 (巴爾區)
48°51′10″N 27°51′1″E / 48.85278°N 27.85028°E
佩列利斯基（烏克蘭語：Переліски），是烏克蘭的村落，位於該國西南部文尼察州，由日梅林卡區負責管轄，面積0.22平方公里，海拔高度319米，2001年人口10，人口密度每平方公里48.78人。